# The Last Internationale
The Last Internationale — американський рок-гурт, створений в 2013 році.

## Склад

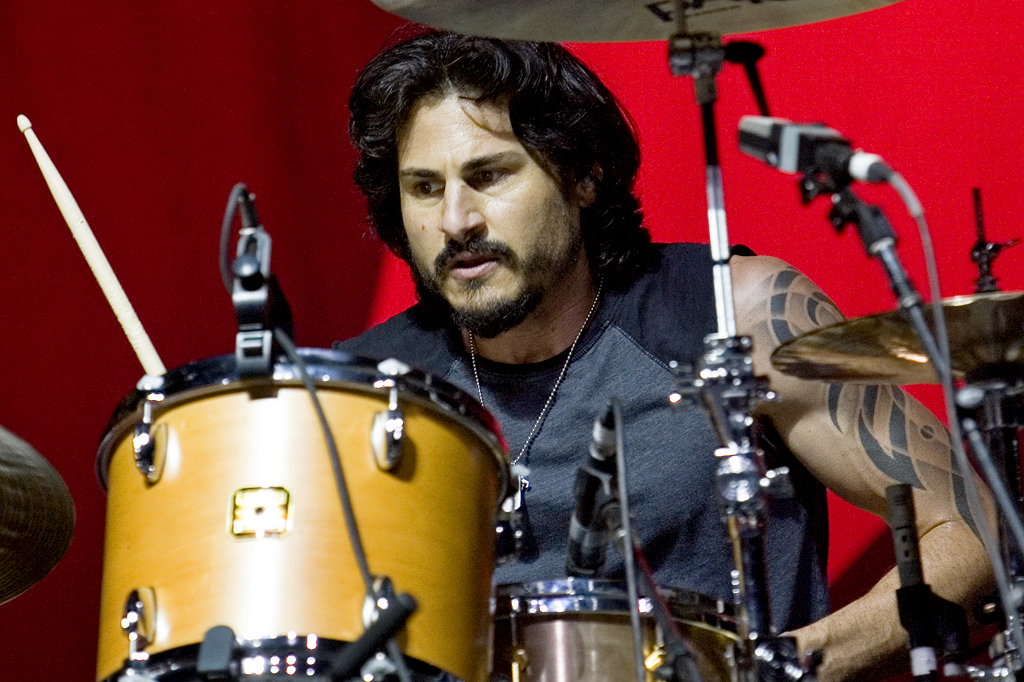
Бред Вілк

- Даліла Паз — вокал
- Edgey Pires — гітара
- Бред Вілк — барабани

## Дискографія

### Студійні альбоми
- 2014 — We Will Reign